# Giuseppe Camerata (incisore)
Giuseppe Camerata (Venezia, 6 gennaio 1718 – Dresda, 14 marzo 1793) è stato un pittore, incisore e miniaturista italiano.

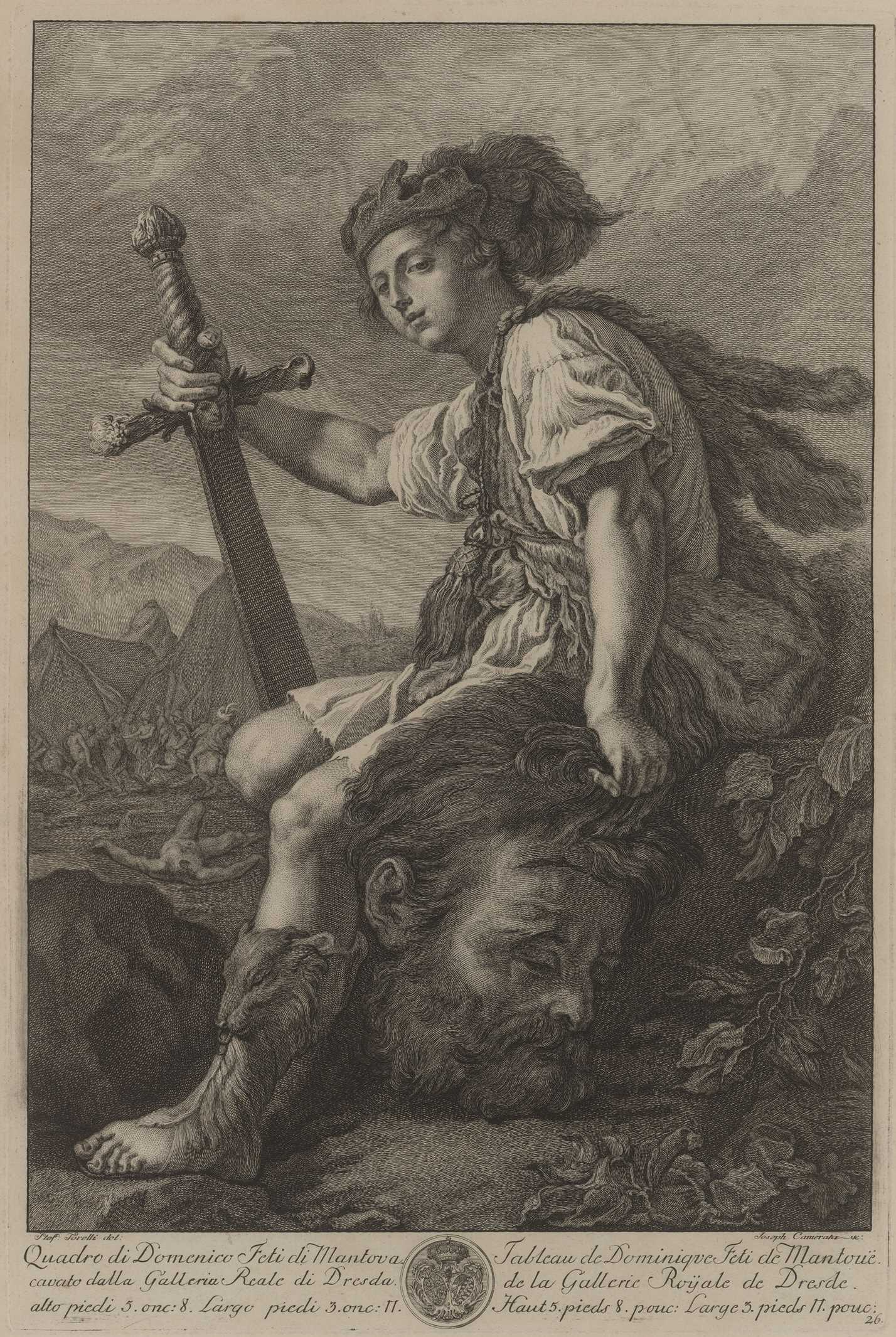
Domenico Fetti, David con la testa di Golia, incisione di Giuseppe Camerata

Non va confuso con l'omonimo pittore (Venezia 1668 – Venezia 1762).

## Biografia
Fu educato alla pittura dal padre Carlo quindi apprese poi la tecnica incisoria dal giovane Giovanni Cattini (aveva soltanto tre anni più di lui). A Venezia produsse le sue incisioni soprattutto per il raffinato editore veneziano Giovanni Battista Albrizzi. Nel 1741 si trasferì a Vienna dove apprese l'arte della miniatura. Nel 1751 fu chiamato alla corte Dresda dove per cinque anni riprodusse i dipinti della collezione reale. Durante la guerra dei sette anni si rifugiò a Venezia. Tornato a Dresda, dopo un breve soggiorno a Bonn, fu nominato docente di incisione nella rinata Accademia nel 1764. Continuò ad essere attivo anche nella vecchiaia.